# Louis Wilkins
Louis Gary Wilkins (* 10. Dezember 1882; † 6. April 1950) war ein US-amerikanischer Leichtathlet, der zu Beginn des 20. Jahrhunderts als Stabhochspringer erfolgreich war. Er nahm an den Olympischen Spielen 1904 in St. Louis teil.
Zum Stabhochsprungfinale traten sechs US-Amerikaner sowie der Deutsche Paul Weinstein an. Olympiasieger wurde Charles Dvorak mit dem olympischen Rekord von 3,50 m. Die vier Nächstplatzierten beendeten den Wettkampf allesamt mit übersprungenen 3,35 m. Wilkins wurde Platz 3 hinter LeRoy Samse zuerkannt.
Im Jahr 1904 wurde Louis Wilkins mit 10-5,25 Zoll US-amerikanischer Vizemeister.